# Batalla de Graus
La batalla de Graus enfrentó en 1063 a las tropas de la taifa de Zaragoza, apoyadas por un contingente castellano al mando del príncipe Sancho de Castilla (futuro Sancho II), contra el reino de Aragón, ante el intento de conquista de la ciudad de Graus por parte de los aragoneses.
Ramiro I de Aragón intentó repetidas veces apoderarse de Barbastro y Graus, lugares estratégicos que formaban una cuña entre sus territorios. En la primavera de 1063 comenzó a sitiar Graus lo que motivó el enfrentamiento entre las tropas de Ramiro I de Aragón y Al-Muqtadir de la Taifa de Zaragoza, que contó con el refuerzo del infante Sancho de Castilla, que quizá contaba en su mesnada con un joven Rodrigo Díaz de Vivar. La presencia leonesa se explica porque cobraba parias del musulmán. Los aragoneses fueron derrotados y perdieron en esta batalla a su rey Ramiro I † a manos de un soldado árabe llamado Sadaro, que hablaba romance y que, acercándose al real de Ramiro I disfrazado de cristiano, le clavó una lanza en el rostro. Murió ante las puertas de Graus el 8 de mayo de 1063.
La ciudad fue finalmente conquistada por los aragoneses en 1083, siendo rey Sancho Ramírez, hijo y sucesor de Ramiro I.